# Qualiano
Qualiano es un municipio italiano localizado en la ciudad metropolitana de Nápoles, región de Campania. Cuenta con 25.313 habitantes en 7,43 km².
El territorio municipal contiene las frazioni (subdivisiones) de Glicine-Teorema, Oleandro, Ripuaria y Varcaturo. Limita con los municipios de Calvizzano, Giugliano de Campania y Villaricca.

## Evolución demográfica
| Gráfica de evolución demográfica de Qualiano entre 1861 y 2011 |
|                                                                |
| Fuente ISTAT - elaboración gráfica de Wikipedia                |